# Bennett (Wisconsin)
Bennett es un pueblo ubicado en el condado de Douglas en el estado estadounidense de Wisconsin. En el Censo de 2010 tenía una población de 597 habitantes y una densidad poblacional de 4,77 personas por km².

## Geografía
Bennett se encuentra ubicado en las coordenadas 46°26′21″N 91°49′24″O / 46.43917, -91.82333. Según la Oficina del Censo de los Estados Unidos, Bennett tiene una superficie total de 125.05 km², de la cual 122.94 km² corresponden a tierra firme y (1.69%) 2.11 km² es agua.

## Demografía
Según el censo de 2010, había 597 personas residiendo en Bennett. La densidad de población era de 4,77 hab./km². De los 597 habitantes, Bennett estaba compuesto por el 96.48% blancos, el 0.17% eran afroamericanos, el 1.17% eran amerindios, el 0% eran asiáticos, el 0% eran isleños del Pacífico, el 0% eran de otras razas y el 2.18% pertenecían a dos o más razas. Del total de la población el 1.34% eran hispanos o latinos de cualquier raza.